# Bothus robinsi
Bothus robinsi és un peix teleosti de la família dels bòtids i de l'ordre dels pleuronectiformes.

## Morfologia
Pot arribar als 25 cm de llargària total.

## Distribució geogràfica
Es troba des de les costes de Nova York i de nord-est del Golf de Mèxic fins al Brasil.